# コスミン・フラシネスク
コスミン・ヴァレンティン・フラシネスク（Cosmin Valentin Frăsinescu 、1985年2月10日 - ）は、ルーマニア・バカウ出身の元プロサッカー選手。現役時代のポジションは、ディフェンダー。